# Les Blaireaux
Cet article possède un paronyme, voir Blaireau (homonymie).
Les Blaireaux est un groupe de chanson française, originaire de Lille, dans le Nord. Leurs spectacles oscillent entre humour et émotion, avec une mise en scène très poussée. Le groupe se sépare en 2013, et revient pour un concert en 2018.

## Biographie
Les membres du groupe se rencontrent au Lycée Fenelon (à Lille) dans les années 1990, et débute par des reprises de rock ou de chanson française. Puis les premières compositions sont créées, dont les enregistrements sont vendus artisanalement sur des cassettes audio. Un premier album sur CD est enregistré grâce au Biplan, à Lille, dans le Nord : Pourquoi vous changez pas de nom ? sort en 2001. Il suit en 2003 de l'album Sens du poil, qui fera connaitre Les Blaireaux au niveau national avec notamment des chansons telles que L'Auberge du chat qui pète, Pom pom pom frites ou Natalia Poutine. L'album Pas si bêtes est enregistré en public aux Splendid, Divan du Monde et Ninkasi, puis mixé par Dominique Ledudal.
L'album Parades prénuptiales, réalisé par Dominique Ledudal, sort le 24 septembre 2007. Il rentre à la 79e place des meilleures ventes d'album en France. On y trouve les chansons Le Gardien de musée, Autour du berceau ou Les Moustaches à la Nietzsche en duo avec Emily Loizeau.
En janvier 2010, un album enregistré en public au Splendid de Lille retrace la tournée Parades prénuptiales. L'album Bouquet d'orties, préfacé par Philippe Meyer, sorti le 31 mai 2010, contient quinze nouveaux morceaux. Leur dernier album, On aurait dû changer de nom, sorti le 28 novembre 2011, présente une rétrospective de leurs meilleurs succès, quelques enregistrements en public et quelques inédits en studio. Le groupe cesse ses activités en 2013, mais certains de ses membres sont apparus sur scène pour quelques rares représentations depuis.
Le groupe revient jouer en 2018 à Wazemmes et Mons-en-Barœul, après cinq années d'absence et pour fêter les 20 années d'existence de leur premier album.

## Distinctions
2e de la Truffe d'argent-Radio France en 1999, premier prix Le Mans Cité Chanson en 2003, 3e des découvertes « Alors Chante ! » de Montauban en 2004, Premier prix Radio France-La Filature de Mulhouse en 2006, premier prix des entrepreneurs des Francos de La Rochelle en 2006[réf. nécessaire].

## Membres
- Alexandre Lenoir — chant, guitare
- Anatole « Banat » Zéphir — piano, clavier, chœurs
- Stanislas Velliet — batterie, chœurs, chant
- Pierre « le Baron » Marescaux — Trombone, clavier, chant, chœurs
- Fabrice L'Homme — basse, chœurs
- Cyrille Crépel — saxophone, accordéon, banjo, chœurs, chant
- Anciens membres :
- François Velliet - guitare, piano/claviers, chant, chœurs
- Julien « Jull » Leborgne - basse, choeurs
- Julien Dubois - basse, chœurs, scie musicale